# ストラグル・フォー・プライド
ストラグル・フォー・プライド(Struggle For Pride) は日本のハードコアパンクバンドである。1993年(平成5年)に結成された。極端に大きいギターノイズと極端に小さいヴォーカルを特徴としクラブカルチャーを通過したエクストリームな演奏でRaw Lifeなどのイベントに参加。アンダーグラウンドシーンで高い評価を得る。Less Than TV からScrewithinとのスプリットEP『...Hold Fast Afflux』を含む三枚のEPをリリースした後、ゲストにカヒミ・カリィ、漢、麻暴(MSC)、D.Oも参加したファースト・フル・アルバム『ユー・バーク・ウィ・バイト』（TAD SOUND／tearbridge）をエイベックスから2006年(平成18年)にリリースした。これまでギターウルフ、メルツバウ、ABRAHAM CROSS等とのスプリット作品、そしてDMBなど多数のコンピレーションにも曲を提供している

## メンバー
- 今里
- グッチン
- ヤンクン

## ディスコグラフィー

### アルバム
- YOU BARK WE BITE（2006年)
- CUT YOUR THROAT（2009年）
- WE STRUGGLE FOR ALL OUR PRIDE. （2018年）